# Sebastián D'Angelo
Sebastián Ezequiel D'Angelo (San Carlos de Bariloche, 14 gennaio 1989) è un ex calciatore argentino, di ruolo portiere.

## Palmarès
- Campionato argentino: 1

Boca Juniors: 2011-2012 (A)
- Copa Argentina: 1

Boca Juniors: 2011-2012